# スター・ウォーズ 帝国の影
『スター・ウォーズ 帝国の影』（スター・ウォーズ ていこくのかげ）は、任天堂より発売されたシューティングゲームである。原題は『Star Wars: Shadows of the Empire』。

## 概要
映画『スター・ウォーズ』シリーズの世界を舞台とするアクションシューティングゲーム。キャラクターを操作するTPSステージと、戦闘機を操縦するシューティングステージが混在している。
本作は「エピソード4～6」の《特別篇》の公開を記念して行われたメディアミックス作品『スター・ウォーズ 帝国の影（シャドウズ・オブ・ジ・エンパイア）』の一作品で、他にも小説やコミックで同一タイトルの作品が発表されており、同じ物語を各メディアそれぞれの特徴を生かし、それぞれの視点から多角的に描いている。「エピソード4～6」の《特別篇》の公開を記念して制作された作品ということもあり、『エピソード4/新たなる希望』の《特別篇》には、惑星タトゥイーンのモス・アイズリー宇宙港の上空を飛ぶ、本作ゲーム版の主人公ダッシュ・レンダーの宇宙船「アウトライダー」が追加されている。また、2015年に公開された『エピソード7』に当たる『スター・ウォーズ/フォースの覚醒』では、惑星タコダナのマズ・カナタの城に様々な旗が飾られているが、その中に本作の敵組織である「ブラック・サン」の旗も飾られている。
ストーリーは映画『エピソード5/帝国の逆襲』と『エピソード6/ジェダイの帰還』の間の物語を描く。
当ゲームのストーリーも、スピンオフ小説作品『スター・ウォーズ シャドウズ・オブ・ジ・エンパイア［帝国の影］』が原典となっている。本作の主人公（プレイヤーキャラ）は、映画の主人公ルーク・スカイウォーカーではなく、反乱軍に参加した密輸業者パイロットのダッシュ・レンダーになっている。映画シリーズの人気キャラも多く登場する。
ストーリー進行の要となるキャラクターの会話シーンは、精密に書き込まれたドット絵とテキストで進行する。
ゲーム中の音楽はロイヤル・スコティッシュ管弦楽団によるものである。NINTENDO 64のゲームソフトで、このような大規模なオーケストラを組み込んだものは、後にも先にも本作だけであった。使用されている楽曲は、このゲームのために書き下ろされたオリジナル・スコアで、その他にはスター・ウォーズのテーマや帝国のマーチなど『スター・ウォーズ』には欠かせない曲が収録されている。国外では本作のサウンド・トラックが発売された。
なお、本作は『大乱闘スマッシュブラザーズX』の「ゲーム年表」で、全ての隠し要素を開放した後でも掲載されないタイトルの一つである。
本作以降、NINTENDO64向けの『スター・ウォーズ』関連ゲームは、任天堂が国内向けのローカライズと発売を行った。

## ストーリー
遠い昔、はるか彼方の銀河系で…。
銀河帝国軍を率いるシスの暗黒卿ダース・ベイダーの卑劣な罠にはまり、反乱同盟軍のハン・ソロが銀河一の賞金稼ぎボバ・フェットに連れ去られた。反乱軍の若き英雄ルーク・スカイウォーカーは、惑星ベスピンでダース・ベイダーと対決し敗北したことで自身の未熟さを痛感し、親友ハン・ソロ救出のためにも、恩師であった故オビ＝ワン・ケノービの家に潜伏しジェダイの騎士としての技を磨いていた。また反乱軍の指導者の一人レイア・オーガナは、ハン・ソロを取り戻す作戦の準備を行っていた。
レイアは自身らで捜索する以外にも、ハン・ソロ救出を一人の男に依頼していた。反乱軍に参加した密輸業者で、その男の名はダッシュ・レンダー。相棒のサポート・ドロイド「リーボ」と共に、宇宙船「アウトライダー」で銀河を駆け巡る名パイロットで、ハン・ソロもその腕を認める彼に負けず劣らずのアウトローである。
ダッシュの行く手には、ルーク・スカイウォーカーを捕らえようとするダース・ベイダー率いる銀河帝国軍だけではなく、“帝国の影”としてその勢力を拡大する犯罪組織「ブラック・サン」の首領シゾールの謀略も迫っていた。
皇帝ダース・シディアスは若きスカイウォーカーを配下に招き入れるため、ベイダーに「生け捕り」を命じているという情報を手に入れたシゾールは、その命令を達成できぬよう先にルークを抹殺することでベイダーを失脚させ、自身が帝国のナンバー2の座にとって代わることを画策していた。

## 内容

### ステージ
オープニングは、映画『スター・ウォーズ』シリーズお馴染みのテーマ曲と「遠い昔、はるかかなたの銀河系で…」のクレジットで幕は上がる。
第1章　ホスの戦い
- STAGE1 ホスの戦い　（The Battle of Hoth）

ゲームは映画『エピソード5』の惑星ホスの戦いから始まる。反乱軍のエースパイロット部隊「ローグ中隊」の一員として戦う。
スノースピーダーを操縦し、探査ドロイド、AT-ST、AT-ATなどの帝国軍の戦力を撃破していく。『エピソード5』でのトゥ・ケーブルによってAT-ATを転倒させることも再現できる。
- STAGE2　エコー基地からの脱出　（Escape from Echo Base）

基地の主電源が落ちてしまい、愛機「アウトライダー」で脱出できなくなってしまったダッシュは、地下の非常電源を起動させ、アウトライダーが格納されている第3ベイの扉を開放させる。最後には生身でAT-STと戦うことになってしまう。
- STAGE3　小惑星帯（Asteroid Chase）

アウトライダーでTIEファイターとTIEボマーを撃退し、ハイパードライブが使用できない小惑星帯から離れるのが目的。TIEファイターは接近攻撃をしかけてくるが、TIEボマーは離れたところから攻撃してくる。
第2章　ボバ・フェットを探して
- STAGE4　オード・マンテルの廃品置き場　（Ord Mantell Junkyard）

冷凍処理されたハン・ソロを連れ去った、銀河一の賞金稼ぎボバ・フェットの居場所を知っているという、ボバをライバル視するドロイドの賞金稼ぎ「IG-88」のいる廃品場に向かう。
ホバートレインに乗っていく高速スクロールステージ。時々乗り換える必要があり、ホバートレインから転落すると即死してしまう。乗り移り遅れた場合は特定の地点からやり直しになるが、残りライフは減らない。
- STAGE5　ガルの宇宙港　（Gall Spaceport）

IG-88との戦いに勝利し、ボバ・フェットはザー星系に向かったことを知る。ダッシュは経験で培った勘で、ザー星系内ならばガルの帝国軍衛星基地に潜伏していると推測し急行した。
このステージはジェットパックが登場。峡谷を飛び回れる。途中再び生身でAT-STと戦う。最後には銀河一の賞金稼ぎボバ・フェットとの一騎討ちになり、戦闘終盤には彼の愛機である「スレーヴI（ワン）」に乗り込んで攻撃を仕掛けてくる。
このステージでジェットパックを手に入れて以降、一部ステージを除きジェットパックが装備されている。最も所要時間の長いステージ。
第3章　暗殺者を撃退せよ
- STAGE6　モス・アイズリーとベガーズ峡谷　（Mos Eisley and Beggar's Canyon）

ルーク・スカイウォーカーにかけられた賞金目当ての「スウープ・ジョッキーズ」と呼ばれるならず者たちが、ルークの潜伏しているオビ＝ワン・ケノービの家にスウープ・バイクで向かっている。ダッシュは自身もスウープ・バイクを駆り、スウープ・ジョッキーズ達を駆逐するため走り始める。
このステージのゲーム内容はレースゲームに近く、銃撃はできない。トップでゴールするか、サイドアタックでスウープ・ジョッキーズ達を全滅させた上でゴールすればクリアとなる。
- STAGE7　帝国軍貨物船スプローサ　（Imperial Freighter Suprosa）

帝国軍貨物船「スプローサ」に、帝国軍の秘密兵器の情報（情報の正体は、第2デス・スターの機密情報）があるとルークから聞かされたダッシュは、情報を入手するためにスプローサに乗り込む。
今ステージはジェットパックが使用できない。ステージの最後には、腕を伸縮させて攻撃してくる「ローダー・ドロイド」と戦う。
第4章　暗黒のプリンスの隠れ家
- STAGE8　インペリアル・シティーの下水道　（Sewers of Imperial City）

銀河の首都となる大都市惑星「コルサント」にある、犯罪組織「ブラック・サン」の首領であるシゾールの宮殿に潜入するため、コルサント地下の下水道を進んでいく。
終盤には、映画『エピソード4』にてデス・スターのゴミ処理区画でルークを襲ったダイアノーガと同種族の、巨大ダイアノーガと戦うことになる。
- STAGE9　シゾールの宮殿　（Xizor's Palace）

シゾールの宮殿への潜入に成功したダッシュは、宮殿とシゾール所有のスカイフックとの結合部分に爆弾を仕掛けて、宮殿とスカイフックを切り離す作戦を進める。
最後には、恐るべき戦闘能力を誇るシゾール秘蔵の「グラディエーター・ドロイド」と対決することになる。多くの武装を備える上、第3形態まで変形する。
- STAGE10　スカイフックの戦い　（Skyhook Battle）

最終ステージ。シゾールは自身が所有する「ファリーン・フィスト」と名付けた巨大な空中宮殿（スカイフック）へと逃げ込み、ブラック・サンのスターバイパーの大部隊を仕向ける。ダッシュはアウトライダーを操縦して、ランド・カルリジアンとチューバッカが乗るミレニアム･ファルコンやローグ中隊ら反乱軍と共に、ブラック・サンとの最終決戦に臨む。
ステージ終盤には、自身を失脚させるためにシゾールがルーク抹殺を計画していることを知ったダース・ベイダーが、帝国軍のスター・デストロイヤーを指揮し、ブラック・サンを壊滅させんと第3勢力として参戦する。ダッシュら反乱軍とシゾールらブラック・サンにTIEファイターを発進させて攻撃を加えてくる。
前半と後半で操作方法が異なり、前半はSTAGE3と同じで、後半は本ステージ特有の操作となり、アウトライダーを操縦するドッグファイトとなる。
スター・デストロイヤーの残り耐久値が表示される場合が有るが、攻撃してもダメージを与えられない。
一定条件を満たして全ステージクリアを果たすと、通常のエンディングとは異なる、真のエンディングを見ることができる。

### 武器
- レーザー（ブラスター）

最初から装備する武器。射撃武器「ブラスター」でレーザー弾を発射する。
敵に与えるダメージこそ他に比べると高くないが、弾切れが無く、離れた敵にも当てやすい。
- シーカー・ミサイル

敵を追尾し大ダメージを与えるミサイルを発射。ただしボスキャラクターに対しては追尾機能が無効化されるため、狙って当てる必要がある。
- フレーム・ウェポン

火炎放射器のように炎を発射する。連射可能でダメージも高いが、射程が短く弾速も遅い。水中では使用できない。
- パルス・キャノン

連射可能な近距離向けの武器。威力は高いが発射方向が波打つ為、多少狙いがつけにくい。
- スタナー

周辺の生物の動きを封じ、敵を一定時間動けなくする。ドロイドなど機械系の敵には無効。
- ディスラプター

最強の破壊力を誇る武器。着弾地点から周辺全ての敵に大ダメージ。自身も爆風に巻き込まれるとダメージを食らってしまうため、使用には注意が必要。